# Wash (faraó)
Wash possiblement va ser un faraó del període predinàstic de l'antic Egipte, fa aproximadament 5.000 anys. Com que només es coneix a Wash per la seva aparició com a captiu del faraó Narmer a la paleta homònima, la seva existència és controvertida.